# Lliga neerlandesa de futbol 1914-15
La Lliga neerlandesa de futbol 1914–1915 va ser disputada per divuit equips que participaven en dues divisions. El campió nacional seria determinat per un play-off amb els guanyadors de la divisió de futbol oriental i occidental dels Països Baixos. L'Sparta Rotterdam va guanyar el campionat en vèncer el Vitesse Arnhem per 3-0 en un partit de repetició del play-off del campionat.
A causa de la Primera Guerra Mundial no hi va haver competició Eerste Klasse Sud, que es va suspendre durant una temporada.

## Nous equips
Eerste Klasse Est:
- Be Quick Zutphen
- USV Hercules (retorn després de tres temporades d'absència)

## Divisions

### Eerste Klasse Est
| Pos | Equip              | PJ | PG | PE | PP | GF | GC | DG  | Pts | Classificació                             |
| --- | ------------------ | -- | -- | -- | -- | -- | -- | --- | --- | ----------------------------------------- |
| 1   | Vitesse            | 14 | 8  | 4  | 2  | 44 | 22 | +22 | 20  | Classificat per al play-off del campionat |
| 2   | Go Ahead           | 14 | 8  | 2  | 4  | 32 | 24 | +8  | 18  |                                           |
| 3   | Koninklijke UD     | 14 | 6  | 4  | 4  | 31 | 26 | +5  | 16  |                                           |
| 4   | HVV Tubantia       | 14 | 6  | 4  | 4  | 23 | 24 | −1  | 16  |                                           |
| 5   | Robur et Velocitas | 14 | 6  | 2  | 6  | 48 | 36 | +12 | 14  |                                           |
| 6   | Quick Nijmegen     | 14 | 4  | 6  | 4  | 31 | 35 | −4  | 14  |                                           |
| 7   | GVC Wageningen     | 14 | 3  | 2  | 9  | 21 | 38 | −17 | 8   |                                           |
| 8   | Be Quick Zutphen   | 14 | 3  | 0  | 11 | 19 | 44 | −25 | 6   |                                           |

### Eerste Klasse Oest
| Pos | Equip            | PJ | PG | PE | PP | GF | GC | DG  | Pts | Classificació                             |
| --- | ---------------- | -- | -- | -- | -- | -- | -- | --- | --- | ----------------------------------------- |
| 1   | Sparta Rotterdam | 18 | 13 | 2  | 3  | 61 | 26 | +35 | 28  | Classificat per al play-off del campionat |
| 2   | Koninklijke HFC  | 18 | 11 | 2  | 5  | 48 | 25 | +23 | 24  |                                           |
| 3   | HVV Den Haag     | 18 | 11 | 2  | 5  | 58 | 32 | +26 | 24  |                                           |
| 4   | HFC Haarlem      | 18 | 8  | 3  | 7  | 32 | 38 | −6  | 19  |                                           |
| 5   | UVV Utrecht      | 18 | 6  | 5  | 7  | 22 | 31 | −9  | 17  |                                           |
| 6   | DFC              | 18 | 7  | 3  | 8  | 26 | 44 | −18 | 17  |                                           |
| 7   | USV Hercules     | 18 | 6  | 4  | 8  | 28 | 32 | −4  | 16  |                                           |
| 8   | VOC              | 18 | 6  | 4  | 8  | 26 | 34 | −8  | 16  |                                           |
| 9   | HBS Craeyenhout  | 18 | 5  | 3  | 10 | 23 | 37 | −14 | 13  |                                           |
| 10  | HC & CV Quick    | 18 | 2  | 2  | 14 | 22 | 47 | −25 | 6   |                                           |

### Play-off pel campionat
| Equip 1 | Global                | Equip 2          | Anada | Tornada |
| ------- | --------------------- | ---------------- | ----- | ------- |
| Vitesse | una victòria cadascun | Sparta Rotterdam | 2–1   | 1–4     |

### Repetició
| Equip 1 | Marcador | Equip 2          |
| ------- | -------- | ---------------- |
| Vitesse | 0–3      | Sparta Rotterdam |

L'Sparta Rotterdam va guanyar el campionat.